# Natrix astreptophora
Espèce
Répartition géographique
Natrix astreptophora est une espèce de serpents de la famille des Natricidae. Elle a été longtemps considérée comme une sous-espèce de Natrix natrix sous le nom de Natrix natrix astreptophora avant d'être élevée au rang d'espèce en 2016.

## Description
Cette couleuvre, ovipare, est très semblable à Natrix natrix, dont elle a longtemps été considérée comme une sous-espèce. Elle présente toutefois un iris rouge vif, la tête grise, aucun « collier », et possède moins d'écailles ventrales,.
Dans la nature, elle semble s’hybrider occasionnellement avec Natrix helvetica.

## Distribution
Cette espèce se rencontre dans le sud-ouest de l'Europe : Espagne, Portugal, sud de la France.

## Publication originale
- Victor Lopez-Seoane, 1885 : Identidad de Lacerta schreiberi (Bedriaga) y Lacerta viridis var. Gadovii (BOULENGER), é investigaciones herpetologicas de Galicia. La Coruña, p. 19